# Gólyaalakúak
A gólyaalakúak (Ciconiiformes) a madarak (Aves) osztályának egyik rendje.
Nagy testű, hosszú nyakú és lábú gázlómadarak. Folyókban, tavakban, mocsarakban keresik kisebb állatokból álló táplálékukat.

## Rendszertani besorolásuk
2014-ben Jarvis és társai alaktani és DNS-vizsgálatokat végeztek a mai madarak körében; felfedezésüket a „Whole-genome analyses resolve early branches in the tree of life of modern birds” (A genom teljes vizsgálata meghatározza a modern madarak családfájának a korai ágait) című írásban adták ki. Ennek a nagymértékű kutatásnak a következtében, az Ornitológusok Nemzetközi Kongresszusánnak (International Ornithological Congress) jóváhagyásával a gólyafélék (Ciconiidae) kivételével, minden eddigi idetartozó családot kivettek a gólyaalakúak rendjéből és áthelyezték a gödényalakúak (Pelecaniformes) rendjébe. Emiatt a gémféléket, a papucscsőrűmadár-féléket, a gogóféléket és az íbiszféléket ezentúl a gödényalakúak között kell keresni, hiszen az igazi gödényfélékkel állnak közelebbi rokonságban.
Az átrendezés során a gólyafélék maradtak e rend egyetlen recens családja.

## Rendszerezésük
Bár a gólyafélék családján belül nem különítenek el alcsaládokat, a legtöbb taxonómus legalább nemzetség szinten szétválasztja a valódi gólyákat és az erdei gólyákat.
A erdei gólyák nemzetségébe (Mycteriini) két nem, az erdei gólyák és tantaluszok, valamint a tátogatócsőrű gólyák tartoznak.
A valódi gólyák nemzetségébe (Ciconiini) a tipilus gólyákon kívül (Ciconia nem), az óriásgólyákat (Ephippiorhynchus és Jabiru nem), valamint a dögevő marabukat (Leptoptilos nem) sorolják.
A rendbe az alábbi 1 család, 3 nemzetség, 6 recens madárnem és 20 élő faj tartozik:
- gólyafélék (Ciconiidae) Gray, 1840
  - valódi gólyák (Ciconiini) – 1 nem, 8 élő és több fosszilis faj
    - Ciconia Brisson, 1760 – 7 élő faj és 5-12 fosszilis faj; típusnem

  - óriás gólyák (Leptoptilini) – 3 nem, 7 élő faj
    - Ephippiorhynchus Bonaparte, 1855 – 2 élő faj és 1 fosszilis faj
    - Jabiru Hellmayr, 1906 – 1 élő faj
      - jabiru (Jabiru mycteria) (Lichtenstein, 1819)

    - Leptoptilos Lesson, 1831 – 3 élő faj és 8-9 fosszilis faj

  - erdei gólyák (Mycteriini) – 2 nem, 6 élő faj
    - Anastomus Bonnaterre, 1791 – 2 élő faj
    - Mycteria Linnaeus, 1758 – 4 élő faj és 2 fosszilis faj

## A rend kifejlődése és fosszilis maradványai
Meglehet, hogy már az oligocén korban a gólyaalakúak önálló és szétterjedt csoportot alkottak. Mint a vízimadárcsoportok többsége, a gólyák is körülbelül a paleogén időszak idején, mintegy 50-40 millió évvel ezelőtt jelenhettek meg. A ma is élő nemek fosszilis képviselői 15 millió évvel ezelőtt, azaz a középső miocén korszak idején is léteztek már.
Habár számos ma élő gólyafaj és -alfaj veszélyeztetett, az írott történelem nem számol be ember által kiirtott gólyafajról. A Réunion egyik barlangjában talált Ciconia nembéli maradványok nem tartoznak egy bennszülött fajhoz, hanem a sziget első telepesei vitték oda, hogy táplálékul szolgáljon. A különleges, röpképtelen madarakról híres Mascarenhas-szigetcsoportnak az eddigi adatok szerint nem volt saját gólyafaja.
- Palaeoephippiorhynchus (kora oligocén; Fajjúm, Egyiptom)
- Grallavis (kora miocén; Saint-Gérand-le-Puy, Franciaország és Djebel Zelten, Líbia) – talán azonos a Prociconiával
- meghatározatlan gólyaféle nem (Ituzaingó késő miocén; Paraná, Argentína)[note 1][10][11]
- meghatározatlan gólyaféle nem (Puerto Madryn késő miocén; Punta Buenos Aires, Argentína)[note 2][11]
- Prociconia (késő pleisztocén; Brazília) – talán a modern Jabiru vagy Ciconia nemekhez tartozik
- Pelargosteon (kora pleisztocencén; Románia)
- meghatározatlan gólyaféle nem – korábban Aquilavus/Cygnus bilinicus (kora miocén; Břešťany, Csehország)
- cf. Leptoptilos meghatározatlan faj – korábban L. siwalicensis (késő miocén? – késő pliocén; Siwalik, India)[12]
- meghatározatlan gólyaféle nem (késő pleisztocén; San Josecito Cavern, Mexikó)[13]

A Kínában felfedezett középső eocén korszaki Eociconia, valamint az argentínai kora oligocén korszakból származó Ciconiopsis nevű madárnemeket gyakran a gólyafélék családjába sorolják. A brazíliai Rio Grande do Sul folyómentén talált gólyaszerű kövületek, meglehet, hogy valójában a modern erdei gólyához (Mycteria americana) tartoznak és a késő pleisztocénből származnak, azaz nem régebbiek néhány tízezer évnél.

## Sibley–Ahlquist-féle rendszerezés
A '90-es évek elején megjelent első nagy, átfogó molekuláris taxonómiai vizsgálatok számos más madárcsaládot is e rendbe tartozónak mutattak, ide sorolták a pingvinfélék, búvárfélék, vöcsökfélék, albatroszfélék, viharmadárfélék, viharfecskefélék, bukó viharmadárfélék, fregattmadárfélék, trópusimadár-félék, szulafélék, kárókatonafélék, kígyónyakúmadár-félék, gödényfélék, flamingófélék, sólyomfélék, vágómadárfélék, kígyászkeselyű-félék, halászsasfélék, guvatfélék, búvárcsibefélék, lábasguvatfélék, kagufélék, guvatgémfélék, szalonkafélék, guvatszalonkafélék, levéljárófélék, homokjárófélék, sztyeppefutófélék, sirályfélék, ollóscsőrűmadár-félék, csérfélék, alkafélék, halfarkasfélék, székicsérfélék, gémlilefélék, guvatfürjfélék, ugartyúkfélék, tokoscsőrűfélék, magellán-lilefélék, kardcsőrű töcsfélék, gulipánfélék, csigaforgatófélék és a lilefélék családjait.
Különösen közeli gólya-rokonoknak tűntek az újvilági keselyűk, melyeket ezért a gólyafélék (Ciconiidae) családjába soroltak. Azonban az újabb, egyre fejlettebb genetikai elemzések szerint mindez műtermék volt, mai tudásunk szerint a gólyalakúak rokonsági köre korántsem ilyen kiterjedt.

## Hagyományok
- Európában a néphagyományban a gólya a tavasz eljövetelének a jelképe, mivel ott ekkoriban térnek vissza a vándormadarak ottani fészkeikhez. Bulgária egyes régióiban a martenica köré épült hagyományok egyik fontos jelképe. Mikor észreveszik az első gólyát, eljött az ideje, hogy levegyék a fehér-piros martenicabábut, mivel a tavasz tényleg megérkezett.
- Népmesékben, dalokban, költeményekben a gólya eszterág, esztrág, cakó, koszta, gagó néven is előfordul.[17]

### Fordítás
- Ez a szócikk részben vagy egészben  a   Stork című angol Wikipédia-szócikk ezen változatának fordításán alapul.  Az eredeti cikk szerkesztőit annak laptörténete sorolja fel. Ez a jelzés csupán a megfogalmazás eredetét és a szerzői jogokat jelzi, nem szolgál a cikkben szereplő információk forrásmegjelöléseként.